# Dendronephthya umbellata
Dendronephthya umbellata is een zachte koraalsoort uit de familie Nephtheidae. De koraalsoort komt uit het geslacht Dendronephthya. Dendronephthya umbellata werd in 1889 voor het eerst wetenschappelijk beschreven door Wright & Studer. 